# Дармањаска (Бакау)
Дармањаска (рум. Dărmăneasca) насеље је у Румунији у округу Бакау у општини Дарманешти. Oпштина се налази на надморској висини од 348 m.

## Становништво
Према подацима из 2002. године у насељу је живело 356 становника, од којих су сви румунске националности.